# Garry Adey
Garry Adey (Loughborough, Inglaterra; 13 de junio de 1945-19 de agosto de 2023) fue un jugador de rugby y empresario inglés que jugó en la posición de número 8.

## Carrera

### Club
Jugó toda su carrera con los Leicester Tigers de 1967 a 1981, con los que anotó 215 puntos en 381 partidos, fue campeón nacional en dos ocasiones y ganó seis títulos de copa.

### Selección nacional
Jugó con Inglaterra en el Torneo de las Cinco Naciones 1976 ante Irlanda y Francia sin anotar puntos.

## Tras el retiro
Luego de retirarse fue el director ejecutivo del The Adey Group, empresa dedicada al Acero.

## Logros
- Midlands Merit (2): 1979/80, 1980/81
- Anglo-Welsh Cup (3): 1978/79, 1979/80, 1980/81
- RFU Knockout Cup (2): 1979, 1980, 1981